# Furoszemid
A furosemid (INN: furosemide) nagy hatású vízhajtó (kacs- vagy csúcshatású diuretikum), aminek hatása rövid ideig tart és a hatás gyorsan kialakul. 
A VIII. Magyar Gyógyszerkönyvben  Furosemidum    néven hivatalos.  

## Hatásmechanizmus
A disztális kanyarulatos csatornákban (distalis tubulusok) fejti ki hatását a nátrium- és kloridionok reabszorpciójának gátlásával a Henle-kacs felszálló szárán a kortikális és medulláris széles szakaszon. A Henle-kacs felszálló ágában a Na+/2Cl−/K+ iontranszport gátlásán keresztül blokkolja ezeknek az ionoknak a visszaszívását. Ebben az esetben a szakaszos nátrium-kiválasztás a glomeruluszokon keresztül filtrált nátriumnak akár a 35%-át is elérheti. A fokozott nátrium-kiválasztás következtében az ozmotikusan kötött víz másodlagosan fokozott vizeletkiválasztást és a disztális tubuláris K+-szekréció emelkedését okozza. A Ca2+- és Mg2+-ionok kiválasztása ugyancsak fokozódik. A disztális kanyarulatos csatornákra kifejtett hatása független a karboanhidráz-gátlók és az aldoszteron hatásától.
A fenti elektrolitok elvesztése mellett csökkenhet a húgysavkiválasztás, és a savbázis-háztartás zavarai az egyensúlyt a metabolikus alkalosis irányába tolhatják el.
Alacsony glomeruláris filtráció esetén is rendkívül hatékony, ezért alkalmas krónikus veseelégtelenségben a vizeletkiválasztás fokozására.
A furoszemid dózisfüggően serkenti a renin-angiotenzin-aldoszteron rendszert. Vérnyomáscsökkentő hatása elsődlegesen a vértérfogat csökkentésének tulajdonítható. Normál vesefunkció esetén, és ha nincs kifejezett ödéma, a szívelégtelenségben a vénás, a jobb szívfél kapacitásereinek (vena cava superior és inferior) tágítása útján akutan csökkenti a kardiális előterhelést, és ezáltal a szív munkája a diuretikus hatás kialakulása előtt csökken.

## Forrás
- Gyógyszerészi kémia. Szerkesztette: Fülöp Ferenc, Noszál Béla, Szász György, Takácsné Novák Krisztina. Budapest: Semmelweis Kiadó. 2010.   495–496. o. ISBN 978 963 9879 56 0